# Temple de Panataran
Le temple de Panataran est le plus vaste ensemble religieux de l'époque hindou-bouddhique de Java oriental. Il est le dernier exemple javanais encore visible d'un type de sanctuaire de l'époque Mojopahit. Panataran est situé à 10 km au nord de la ville de Blitar, sur le flanc du volcan Kelud. Sa construction a commencé vers 1330 et a duré quelque 50 ans. Toutefois, la plus vieille inscription gravée dans la pierre, dans la partie sud du monument principal, est datée de 1197 et la plus récente de 1454.

## Galerie

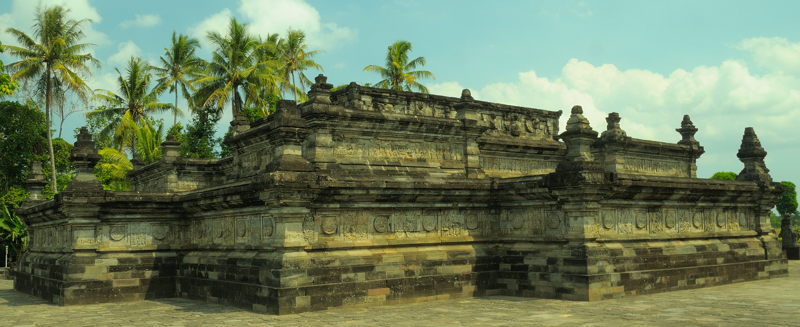
Vue arrière du temple principal
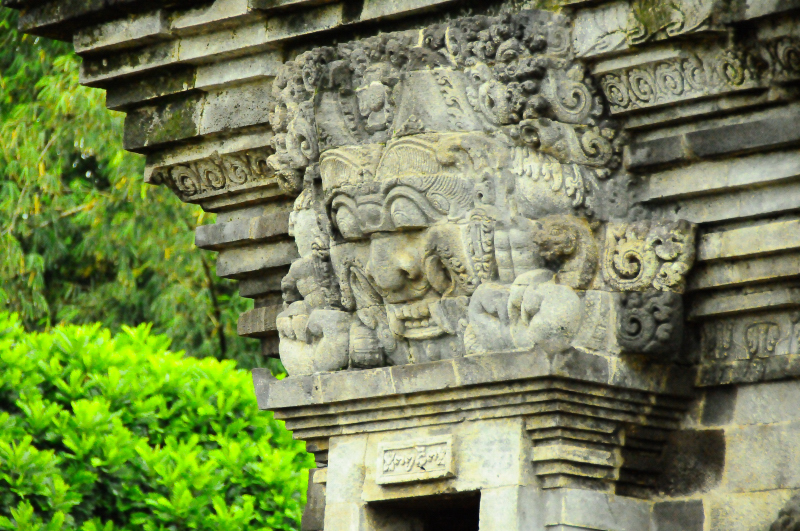
Makara
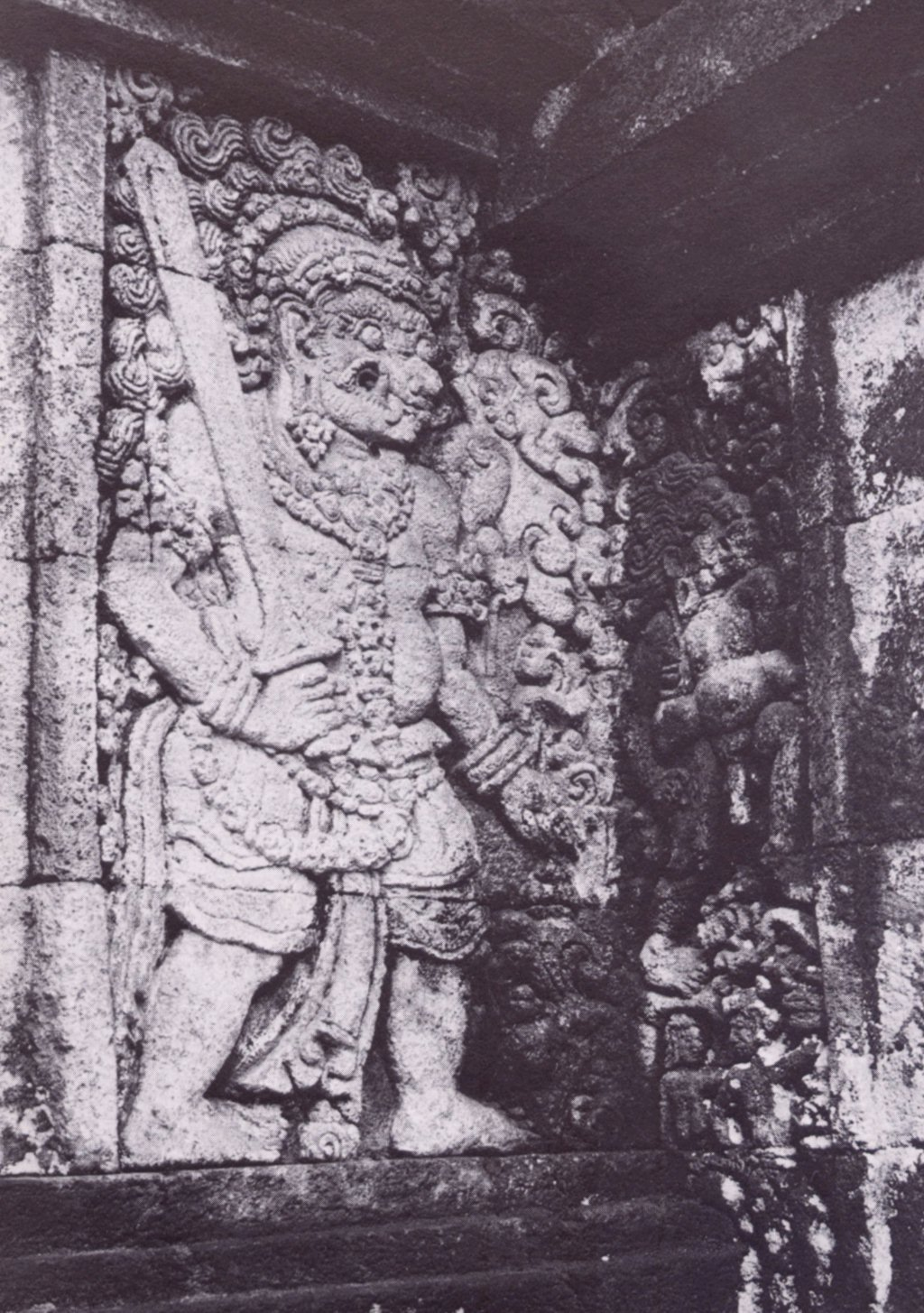
Dvarapala
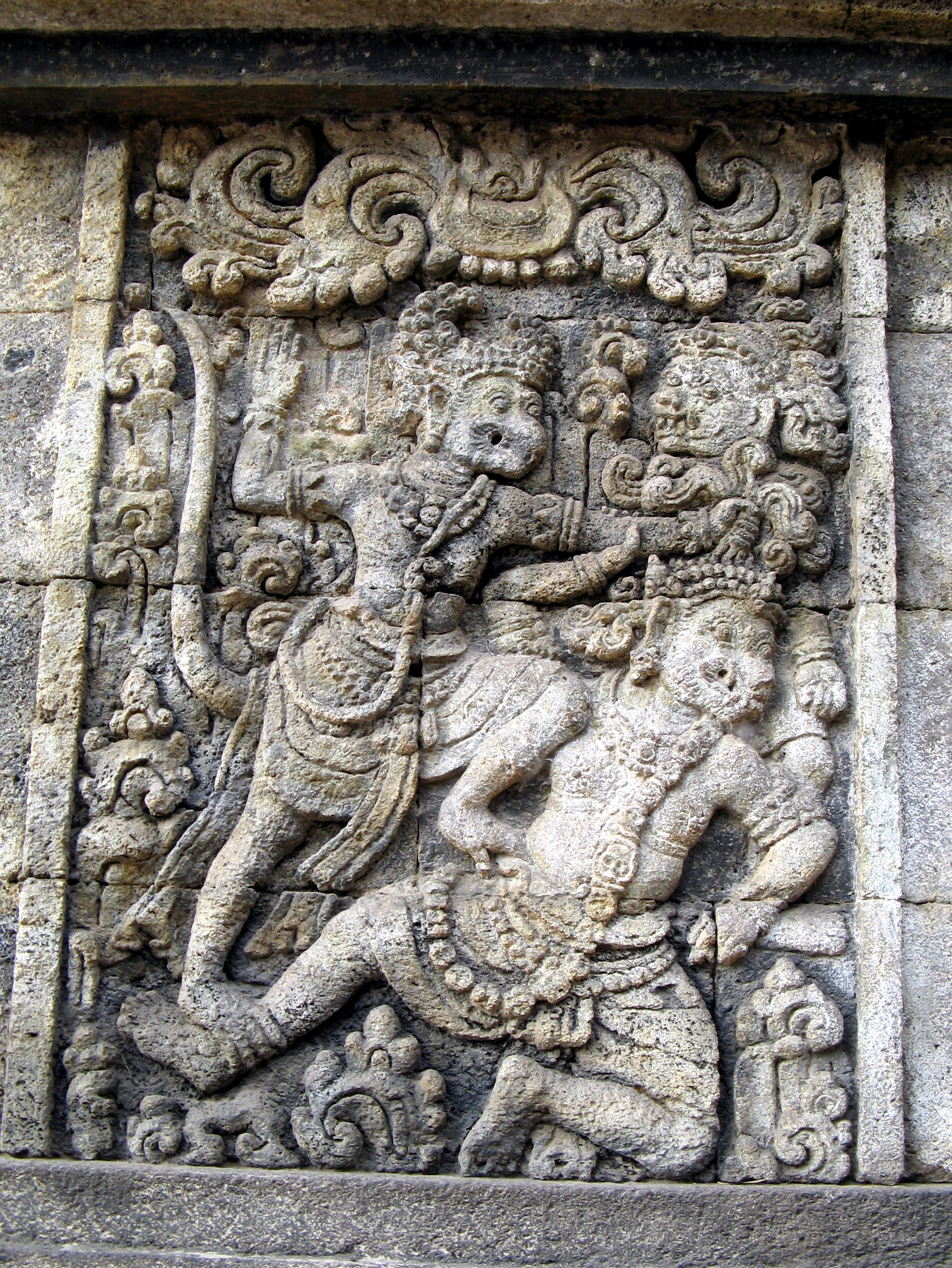
Bas-relief décrivant une scène du Ramayana